# Hugh Sleight Walsh
Hugh Sleight Walsh (* 10. November 1810 im Orange County, New York; † 23. April 1877 in Grantville, Kansas) war ein US-amerikanischer Politiker. Er war im Jahr 1858 Gouverneur des Kansas-Territoriums.

## Werdegang
Hugh Walsh besuchte die örtlichen Schulen seiner Heimat. Über Alabama kam er 1857 in das Kansas-Territorium. Dort wurde er Privatsekretär der Gouverneure Frederick Perry Stanton und James William Denver. Im Mai 1858 wurde er Staatssekretär in diesem Gebiet.
Nach dem Rücktritt Denvers musste er das Amt des Gouverneurs bis zur Ankunft von dessen Nachfolger Samuel Medary übernehmen. Das waren etwa zwei Monate. Danach war er wieder bis 1860 Staatssekretär. Seine Zeit in Kansas war nicht einfach. Im Vorfeld des Bürgerkrieges stritten sich beide Parteien um die Zulassung der Sklaverei in dem Gebiet. Dabei kam es zu militanten Ausschreitungen. Schon lange vor dem offiziellen Ausbruch des Bürgerkrieges herrschte in Kansas Kriegszustand. In Kansas warf man Walsh vor, dass er nur der Handlanger der Bundesregierung in Washington sei und sich nicht um die Belange des Territoriums kümmere. Im Juni 1860 trat er von dem Amt des Staatssekretärs zurück.
Nach dem Ende seiner politischen Aktivitäten wurde er in Grantville im Jefferson County zusammen mit seinem Sohn Farmer. Dort ist er 1877 auch verstorben.   